# Oberthal (Sarre)
Oberthal é um município da Alemanha localizado no distrito de Sankt Wendel, estado do Sarre.